# Старокуручевська сільська рада
Старокуру́чевська сільська рада (рос. Старокуручевский сельский совет) — муніципальне утворення у складі Бакалинського району Башкортостану, Росія. Адміністративний центр — село Старокуручево.
Станом на 2002 рік існували Гусевська сільська рада (село Старогусево, присілки Балчикли, Мунча-Єлга, Новогусево, Новоостанково), Кількабизовська сільська рада (село Кількабизово, присілок Куруч-Каран) та Старокуручевська сільська рада (село Старокуручево, присілки Ахмерово, Камаєво, Новокуручево).

## Населення
Населення — 2182 особи (2019, 2778 у 2010, 3313 у 2002).

## Склад
До складу поселення входять такі населені пункти:
| Населений пункт         | Населення, осіб (2002) | Населення, осіб (2010) |
| ----------------------- | ---------------------- | ---------------------- |
| Ахмерово, присілок      | 75                     | 41                     |
| Балчикли, присілок      | 242                    | 192                    |
| Камаєво, село           | 310                    | 243                    |
| Кількабизово, село      | 441                    | 358                    |
| Куруч-Каран, село       | 76                     | 42                     |
| Мунча-Єлга, присілок    | 39                     | 30                     |
| Новогусево, присілок    | 5                      | 4                      |
| Новокуручево, село      | 112                    | 72                     |
| Новоостанково, присілок | 28                     | 12                     |
| Старогусево, село       | 356                    | 306                    |
| Старокуручево, село     | 1629                   | 1478                   |